# Orto botanico riserva Lago di Penne
L'Orto botanico riserva Lago di Penne è un orto botanico situato nella riserva naturale controllata Lago di Penne, in provincia di Pescara.

## Storia
La realizzazione dell'orto botanico di Penne segue di un anno nel 1988 l'istituzione della Riserva, con il riconoscimento come orto botanico di interesse regionale nel 1997 ai sensi della legge regionale n.35/1997.
La struttura è situata a 250 m s.l.m. lungo la sponda del lago con un'estensione di circa 1 ha posta sul bacino del fiume Tavo, confluente di destra del fiume Saline sul cui alveo è stata costruita la diga di Penne.
La vegetazione che si trova attualmente nell'orto è il risultato sia di una colonizzazione naturale, dopo la costruzione della diga, che di interventi di rimboschimento.

## Struttura
Percorrendo la sponda sul lago della Riserva Naturale Regionale Lago di Penne dopo l’accesso al centro visita, si entra nell'orto botanico, ove si incontrano settori dedicati alle anatre, alla lontra, al furetto e alle testuggini terrestri.
Segue un percorso dedicato alle specie vegetali aromatiche, allestito anche per non vedenti, e settori dedicati alla macchia mediterranea, il bosco termofilo a dominanza di roverella, il bosco mesofilo a dominanza di carpino nero, la zona umida e il bosco igrofilo.